# Мюнхенская фондовая биржа

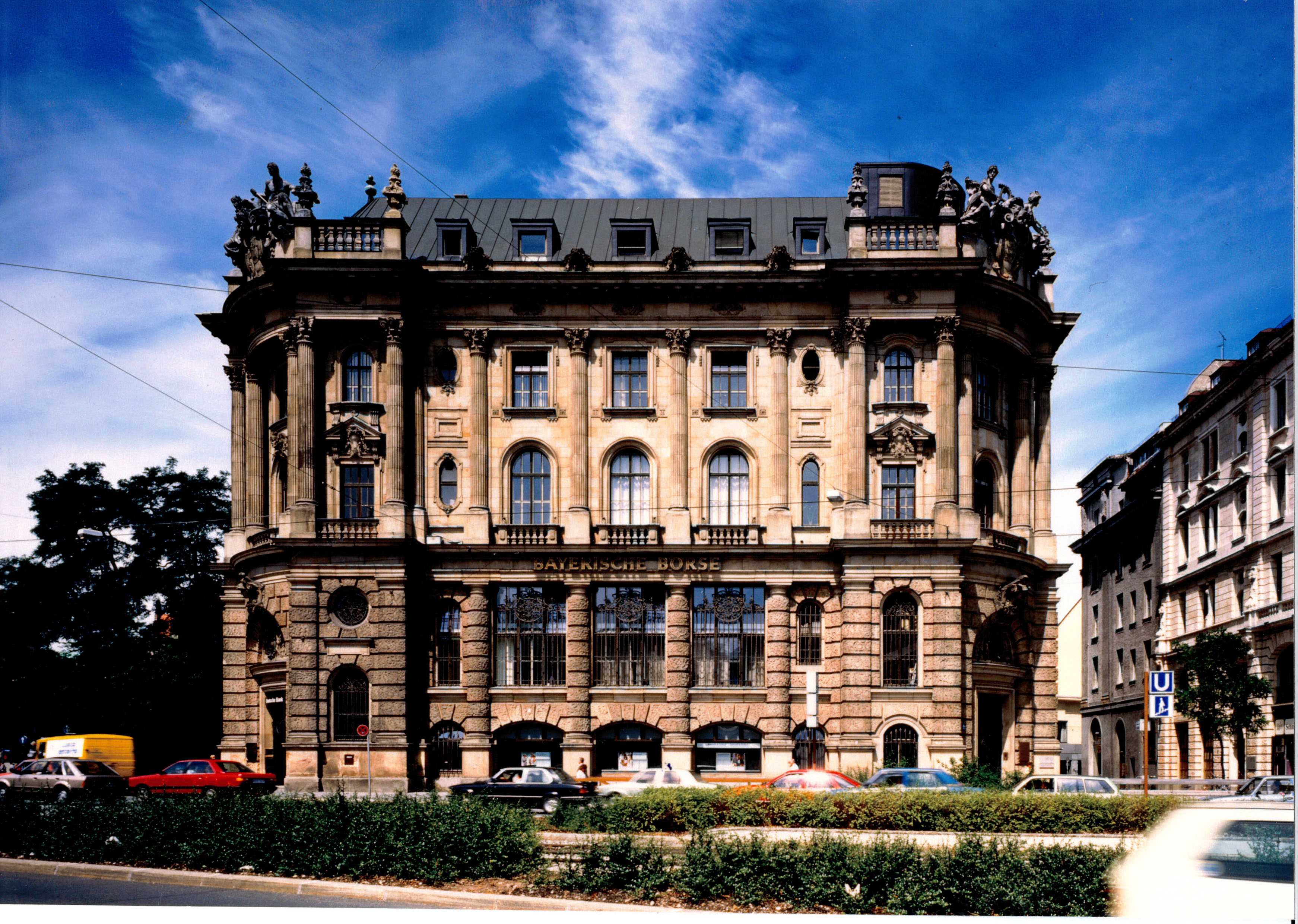
Здание Мюнхенской биржи

Мюнхенская фондовая биржа (нем. Börse München) — биржа расположенная в Мюнхене, Германия. Была основана в 1830 году. С 1935 года после объединения с Аугсбургской биржей и до 2003 года носила название «Баварская биржа» (нем. Bayerische Börse).
На Мюнхенской бирже торгуют акциями, облигациями и паями инвестиционных фондов. Мюнхенская биржа является родной биржей (нем. Heimatbörse) для таких акционерных обществ как BMW, Allianz, Munich Re и Siemens.